# Xã Penn, Quận York, Pennsylvania
Xã Penn (tiếng Anh: Penn Township) là một xã thuộc quận York, tiểu bang Pennsylvania, Hoa Kỳ. Năm 2010, dân số của xã này là 15.612 người.